# Cantone di Saint-Genis-Laval
Il Cantone di Saint-Genis-Laval era una divisione amministrativa dell'arrondissement di Lione.
È stato soppresso a seguito della riforma complessiva dei cantoni del 2014, che è entrata in vigore con le elezioni dipartimentali del 2015.
Comprendeva i comuni di:
- Brignais
- Chaponost
- Saint-Genis-Laval
- Vourles